# Степаненков, Виктор Александрович
Виктор Александрович Степаненков (род. 18 января 1935 года, с. Муравьиха) — советский и российский тренер по лёгкой атлетике. Мастер спорта СССР. Заслуженный тренер России.

## Биография
Виктор Александрович Степаненков родился 18 января 1935 года в селе Муравьиха Дальнеконстантиновского района Горьковской области. Учился в школе № 127. Окончил горьковское ремесленное училище № 23 по профессию слесарь-сборщик радиоаппаратуры, работал на заводе п/я 425.
В 1953 году поступил в Ленинградский техникум физкультуры и спорта «Трудовые резервы», после окончания стал студентом Горьковского педагогического института. С первого курса перевёлся в Белорусский институт физической культуры, который окончил в 1961 году. Во время учёбы продолжал занятия лёгкой атлетикой, был серебряным призёром чемпионата РСФСР 1957 года в эстафете 4х100 метров.
С 1959 года Виктор Александрович женат на Людмиле Игоревне Степаненковой.
С 1961 по 1963 годы он работал в тренером в эстонском городе Нарва. В 1963 году вернулся в Горький, где стал работать в спортивном клубе «Торпедо». В настоящее время работает в КСДЮСШОР № 1.
Наиболее высоких результатов среди воспитанников Степаненкова добились:
- Евгений Лебедев — бронзовый призёр чемпионата мира в помещении 2006 года, двукратный чемпион России (2000, 2002), чемпион России в помещении 2002 года[5][6],
- Олег Мишуков — серебряный призёр чемпионата Европы 2002 года, двукратный чемпион России (2000, 2002), чемпион России в помещении 2002 года[7],
- Валентина Соколова — чемпионка СССР 1969 года,
- Капитолина Лотова — чемпионка СССР 1973 года.

## Награды и звания
- Медаль «За доблестный труд».
- Орден Трудового Красного Знамени.
- Знак «Отличник физической культуры и спорта СССР».
- Почётное звание «Заслуженный автозаводец».
- Почётное звание «Заслуженный тренер России».